# Glas (dokumentarfilm fra 1948)
 For alternative betydninger, se Glas (flertydig). (Se også artikler, som begynder med Glas)
Glas er en dansk dokumentarfilm fra 1948 instrueret af Per B. Holst efter eget manuskript.

## Handling
Glasset er efterhånden blevet uundværligt i menneskenes daglige liv. Denne film viser glimt af glaskunstens udvikling fra de smukke venezianske glas op til vore dages glasproduktion. Den behandler mere indgående den danske produktion af glas, idet den viser scener fra danske glasværker.